# Hugo Budinger
Hugo Ernst Budinger (* 10. Juni 1927 in Düsseldorf; † 7. Oktober 2017 in Köln) war ein deutscher Hockeyspieler. Er gewann 1956 eine olympische Bronzemedaille.

## Leben
Hugo Budinger von Rot-Weiss Köln spielte zwischen 1951 und 1961 in 58 Länderspielen für die deutsche Nationalmannschaft. Dreimal nahm er als Spieler an Olympischen Spielen teil, 1952 in Helsinki schied er mit der Mannschaft im Viertelfinale gegen die Mannschaft der Niederlande aus. Bei den Olympischen Spielen 1956 in Melbourne verlor die Mannschaft im Halbfinale gegen die Inder mit 1:0. Das Spiel um die Bronzemedaille gewannen die Deutschen mit 3:1 gegen die Briten. 1960 in Rom stand Budinger in der Mannschaft, die den siebten Platz belegte. Budinger spielte auf der Position des Mittelstürmers.
Für den Gewinn der Bronzemedaille bei den Olympischen Spielen in Melbourne erhielt er am 21. Januar 1957 das Silberne Lorbeerblatt.
Neben seiner sportlichen Karriere studierte Budinger Sportwissenschaft und war anschließend als Dozent an der Deutschen Sporthochschule Köln tätig, wo er 1979 auch promoviert wurde. 1975 gründete Budinger die Trainerakademie Köln und war dessen erster Direktor. 1993 wurde Hugo Budinger pensioniert. 1991 wurde er zum Honorarprofessor der Deutschen Sporthochschule Köln ernannt.
Neben seiner beruflichen Laufbahn war er als Bundestrainer, Sportwart und zuletzt als Vizepräsident für den Deutschen Hockey-Bund tätig. Bis 1993 war Budinger persönliches Mitglied des NOK, ab 1993 gehörte er dessen Ältestenrat an. In den 1990er Jahren engagierte er sich auch für den Deutschen Golf Verband.
2011 wurde Hugo Budinger in die Hall of Fame des deutschen Sports aufgenommen.
2017 starb er im Alter von 90 Jahren.